# Karl-Joachim Hürter
Karl-Joachim Hürter (* 21. Oktober 1960 in Mayen) ist ein ehemaliger deutscher Hockeyspieler und späterer Sportfunktionär. 

## Karriere
Karl-Joachim Hürter begann seine sportliche Laufbahn mit sechs Jahren beim TuS Grün-Weiß Mayen, bei dem auch seine beiden älteren Schwestern Hockey spielten. 1980 wechselte er zum Studium nach Köln und schloss sich Schwarz-Weiß Köln an. Mit diesem Verein erreichte er 1982 in der Halle und 1983 im Freien das Endspiel um die deutsche Meisterschaft, unterlag aber jeweils gegen die Turngemeinde Frankenthal.
Der offensive Allrounder debütierte 1982 in der deutschen Hockeynationalmannschaft. Bei den Olympischen Spielen 1984 kam Hürter in sechs von sieben Spielen zum Einsatz, im Finale unterlag er mit der deutschen Mannschaft gegen Pakistan mit 2:1 und erhielt die Silbermedaille. Dafür wurden er und die gesamte deutsche Hockeyolympiamannschaft vom Bundespräsidenten – wie alle Medaillengewinner bei Olympischen Spielen – mit dem Silbernen Lorbeerblatt belohnt. 1986 gehörte Gunst zur siegreichen Mannschaft bei der FIH Champions Trophy. Bei der Weltmeisterschaft 1986 erreichte die deutsche Mannschaft den dritten Platz. Insgesamt wirkte Karl-Joachim Hürter von 1982 bis 1988 in 79 Länderspielen mit.
Karl-Joachim Hürter war von 1999 bis 2005 beim Deutschen Hockey-Bund für die Finanzen zuständig. 2006 war Hürter Vorsitzender des Organisationskomitees bei der Feldhockey-Weltmeisterschaft der Herren. Er ist als Steuerberater in Köln tätig.